# La Ligue des justiciers vs. les Teen Titans
Série DCAMU
Batman : Mauvais Sang
(2016) Justice League Dark
(2017)
Pour plus de détails, voir Fiche technique et Distribution.
La Ligue des justiciers vs. les Teen Titans (Justice League vs. Teen Titans) est un film d'animation américain réalisé par Sam Liu, sorti directement en vidéo en 2016, 26e film de la collection DC Universe Animated Original Movies.
Le film est la suite des 2 longs-métrages La Ligue des justiciers : Le Trône de l'Atlantide et Batman : Mauvais Sang dans la série DC Animated Movie Universe (DCAMU) basée sur la continuité The New 52.
Le film débute alors que Robin, alias Damian Wayne, est envoyé auprès des Teen Titans pour apprendre à travailler en équipe. Les Titans, formés de Raven, Blue Beetle et Beast Boy, et dirigés par Starfire, doivent s'unir pour sauver la Terre de démons qui prennent le contrôle des corps des héros de la Ligue des justiciers pour anéantir la planète.

## Synopsis
La Ligue des Justiciers combat la Légion du Destin (Lex Luthor, Toymaster, Weather Wizard, Cheetah et Solomon Grundy). Weather Wizard s'enfuit quand ses camarades sont battus, mais devient possédé par l'ombre des serviteurs de Trigon. Robin (Damian Wayne) désobéit aux ordres de son père de mettre les civils en sécurité, pensant pouvoir aider la Ligue des Justiciers à combattre le sorcier possédé et l'assaillir, le vaincre et forcer l'ombre de Trigon à quitter son corps. Bouleversé qu'il n'y ait pas de réponse à cet événement et pour que son fils apprenne le travail d'équipe, Batman envoie Robin rejoindre les Teen Titans. Pendant ce temps, le serviteur de Trigon possède Superman, lui infligeant des visions d'ombres démoniaques.
Robin rencontre le chef des Titans Starfire, qui est la petite amie de Nightwing et les membres Raven, Beast Boy et Blue Beetle, mais son manque de respect pour les autres cause des frictions. Blue Beetle et Robin se battent jusqu'à ce que le costume de Blue Beetle utilise instinctivement une explosion d'énergie pour brûler gravement Robin. Raven le guérit, mais pendant le processus, ses pouvoirs empathiques font que les deux voient dans les souvenirs de l'autre. Robin remerciera plus tard Raven, mais est curieux d'une entité qu'il a vue dans son esprit. Raven ne voulant pas répondre, Damian essaie de regarder dans les dossiers des Titans, mais ne trouve aucune information utile. Starfire dit à Damian que l'équipe n'existe pas seulement pour combattre le crime, mais est aussi une famille de substitution, car ils sont tous des âmes perdues dans un monde sans place pour eux.
Superman trouve et tue brutalement Atomic Skull, alertant Wonder Woman et Batman de sa possession. Ce dernier utilise la kryptonite pour repousser Superman. Cyborg tente de localiser Superman et une « femme aux pouvoirs surnaturels », que Trigon recherche et lui et Batman concluent que si l'hôte est endommagé ou submergé, ils seront libérés. En attendant, afin de relâcher Damian, Starfire emmène le groupe à un carnaval, où Raven rencontre Trigon en forme d'esprit et ses émissaires démoniaques, qui veut la trouver pour pouvoir l'utiliser pour ses projets. Avec l'aide des autres Titans, Raven résiste et combat les émissaires jusqu'à ce qu'ils ne puissent plus maintenir leur présence sur le plan terrestre et se dissiper.
Par la suite, Raven révèle que sa mère était membre d'un culte qui l'a mariée à Trigon, qui a pris une forme humaine. Sa mère a fui après avoir découvert sa vraie nature et a été sauvée par les Azarathiens, des gens bienveillants d'une autre dimension, où Raven a grandi. Après avoir involontairement invoqué son père et causé ainsi la destruction d'Azarath et de sa mère, Raven fut prise par lui afin de pouvoir conquérir la Terre, mais elle l'emprisonna dans un cristal en Enfer. Les Titans offrent leur soutien, mais la Ligue des Justiciers arrive pour prendre Raven. Cependant, avant qu'ils puissent agir, Flash, Cyborg et Wonder Woman sont pris par l'ombre de Trigon et transformés en émissaires démoniaques. Batman contrecarre sa propre possession en s'injectant une toxine nerveuse, se mettant dans un état comateux et amenant ainsi l'ombre à l'abandonner.
Les Titans combattent la Ligue sans succès, ce qui amène Raven à se rendre. Juste avant que la Ligue et Raven utilisent un portail pour partir, Blue Beetle libère Cyborg du contrôle de Trigon. Robin localise Raven au Moyen-Orient, révélant qu'il a mis un dispositif de suivi sur chacun des Titans, et Cyborg et le portail des Titans au Moyen-Orient, pour découvrir que Superman a déterré un sanctuaire mystique que Raven utilise pour que Trigon puisse s'en servir comme porte. Robin poignarde Superman avec de la kryptonite pour le libérer du contrôle de Trigon, et Superman bat Flash et Wonder Woman, ce qui les libère aussi. Les Titans sauvent Raven, mais pas avant que Trigon ne reprenne sa forme physique.
Suivant le plan de Raven, les Titans et Cyborg entrent en enfer pour récupérer le cristal et emprisonner son père de nouveau, tandis que la Ligue combat Trigon en vain pour l'empêcher d'atteindre des civils innocents. Les Titans se frayent un chemin à travers des hordes de démons, mais un Ra's al Ghul mort-vivant, transformé en serviteur de Trigon après sa mort aux mains de Deathstroke, brise le cristal. Il essaie de persuader Robin de se joindre à lui et à Trigon en tuant Raven pour qu'il revienne à la vie, mais Robin se déclare Titan; ils se battent et Robin finit par vaincre et tuer Ra's al Ghul. Surmontant ses doutes intérieurs et les tentatives télépathiques de Trigon pour la dissuader, Raven utilise sa puissante magie et son lien télépathique contre son père pour le sceller dans un fragment du cristal brisé.
Raven informe les Titans que le fragment doit rester en Enfer et être toujours surveillé, au cas où Trigon essayerait une fois de plus de se libérer. Elle se présente comme la gardienne de Trigon, mais les Titans la convainquent de repartir avec eux. De retour à la Tour des Titans, le groupe - maintenant rejoint par Robin et Cyborg - est salué par la Ligue des Justiciers pour avoir sauvé la Terre. Raven porte désormais la prison de cristal de son père attachée à son front, tandis que Trigon ne peut qu'hurler de rage.
Dans une scène de mi-crédits, on voit Terra approcher la Tour des Titans, chevauchant un rocher à travers la mer.

## Fiche technique
- Titre original : Justice League vs. Teen Titans
- Titre français : La Ligue des justiciers vs. les Teen Titans
- Réalisation : Sam Liu
- Scénario : Bryan Q. Miller et Alan Burnett, d'après les personnages de DC Comics
- Musique : Frederik Wiedmann
- Direction artistique du doublage original : Wes Gleason
- Son : Robert Hargreaves, John Hegedes, Mark Keatts
- Montage : Christopher D. Lozinski
- Animation : Moi Animation Studio
- Coproduction : Alan Burnett
- Production déléguée : Sam Register
- Production exécutive : Amy McKenna
- Supervision de la production : James Tucker
- Sociétés de production : Warner Bros. Animation et DC Entertainment
- Société de distribution : Warner Home Video
- Pays de production :  États-Unis
- Langue originale : anglais
- Genre : animation, super-héros
- Durée : 78 minutes
- Dates de sortie :
  - États-Unis : 26 mars 2016 (avant-première au WonderCon)
  - États-Unis : 29 mars 2016 (VOD), 12 avril 2016 (DVD/Blu-ray)
  - France : 13 avril 2016
- Classification : PG-13 (interdit -13 ans) aux États-Unis

 Sauf indication contraire, les informations mentionnées dans cette section peuvent être confirmées par la base de données cinématographiques IMDb,  présente dans la section « Liens externes ».

## Distribution

### Voix originales
- Stuart Allan (en) : Damian Wayne / Robin
- Jason O'Mara : Bruce Wayne / Batman
- Kari Wahlgren : Koriand'r / Starfire
- Taissa Farmiga : Raven
- Brandon Soo Hoo : Garfield Logan / Beast Boy
- Jake T. Austin : Jaime Reyes / Blue Beetle
- Jerry O'Connell : Superman
- Rosario Dawson : Wonder Woman
- Shemar Moore : Cyborg
- Christopher Gorham : Barry Allen / Flash
- Sean Maher : Nightwing
- Jon Bernthal : Trigon
- Laura Bailey : Angela Chen
- Steve Blum : Lex Luthor, Toymaster
- Terrence C. Carson (en) : Ra's al Ghul
- Rick D. Wasserman : Atomic Skull, Weather Wizard, Solomon Grundy

### Voix françaises
- Henri Bungert : Damian Wayne / Robin
- Emmanuel Jacomy : Bruce Wayne / Batman
- Laëtitia Godès : Koriand'r / Starfire
- Karine Foviau : Raven
- Hervé Grull : Garfield Logan / Beast Boy
- Florian Cléret : Jaime Reyes / Blue Beetle
- Adrien Antoine : Superman
- Delphine Braillon : Wonder Woman
- Daniel Lobé : Cyborg
- David Krüger : Barry Allen / Flash
- Mathias Kozlowski : Nightwing
- Thibaut Belfodil : Trigon, Weather Wizard
- Laurence Charpentier : Angela Chen
- Paul Borne : Lex Luthor
- Bernard Tiphaine : Ra's al Ghul
- Patrice Melennec : Atomic Skull, Solomon Grundy
- Marc Perez : Toymaster

Société de doublage VF : Deluxe Media Paris, adaptation VF : Philippe Berdah et Giacinto Picozzi
 Source : voix originales et françaises sur Latourdesheros.com.

## Production
Le film est annoncé par DC Comics, avec Batman : Mauvais Sang, en juillet 2015 lors du Comic-Con International de San Diego. La distribution des voix a été révélée le 18 janvier 2016, comprenant les nouveaux membres de la distribution Jon Bernthal, Taissa Farmiga, Jake T. Austin et Brandon Soo Hoo, et le retour de Rosario Dawson, Jerry O'Connell, Jason O'Mara et Christopher Gorham. Frederik Wiedmann aurait composé la musique du film le 27 janvier 2016.

## Sortie
En janvier 2016, la première image officielle du film est publiée, ainsi qu'une image de Jon Bernthal enregistrant sa voix. Un avant-goût du film est présent en bonus sur Batman : Mauvais Sang. L'aperçu du film est dévoilé en ligne plus tard ce mois-là, avec la bande-annonce officielle du film. En mars 2016, deux extraits du film sont présentés.
La Ligue des justiciers vs. les Teen Titans est présenté en avant-première mondiale au WonderCon le 26 mars 2016. Le film est sorti en VOD le 29 mars 2016 puis en DVD/Blu-ray le 12 avril 2016 aux États-Unis. Un coffret-cadeau du film est sorti avec une figurine exclusive de Robin. Il est sorti directement en vidéo le 13 avril 2016 en France.

## Suite
Une adaptation de The Judas Contract avait été planifiée en tant que 3e film original DC Universe, et serait sorti après Superman: Doomsday (2007) et Justice League: The New Frontier (2008). Il avait été annoncé en 2006, mais plus tard mis en attente. Ce film devait être basé sur l'histoire de "The Judas Contract" de 1984 présentée dans Tales of the Teen Titans #42-44 et Teen Titans Annual #3 par Marv Wolfman et George Pérez. Le scénariste / producteur de Warner Bros. Animation, Bruce Timm, a confirmé en avril 2016 qu'il n'y avait pas de plans pour relancer le projet. Cependant, en juillet 2016, Warner Bros a annoncé que le projet a officiellement refait surface sous le nom de Teen Titans: The Judas Contract et servira de suite à La Ligue des justiciers vs. les Teen Titans. En Janvier 2017, il a été annoncé que Farmiga, Austin, Wahlgren, Soo Hoo, Allan et Maher reprendront leurs rôles, et Christina Ricci et Miguel Ferrer ont rejoint la distribution. Le film est sorti le 4 avril 2017, et ce fut le dernier rôle de Ferrer, qui est décédé le 19 janvier 2017.